# Rechargement par emprunt de gaz

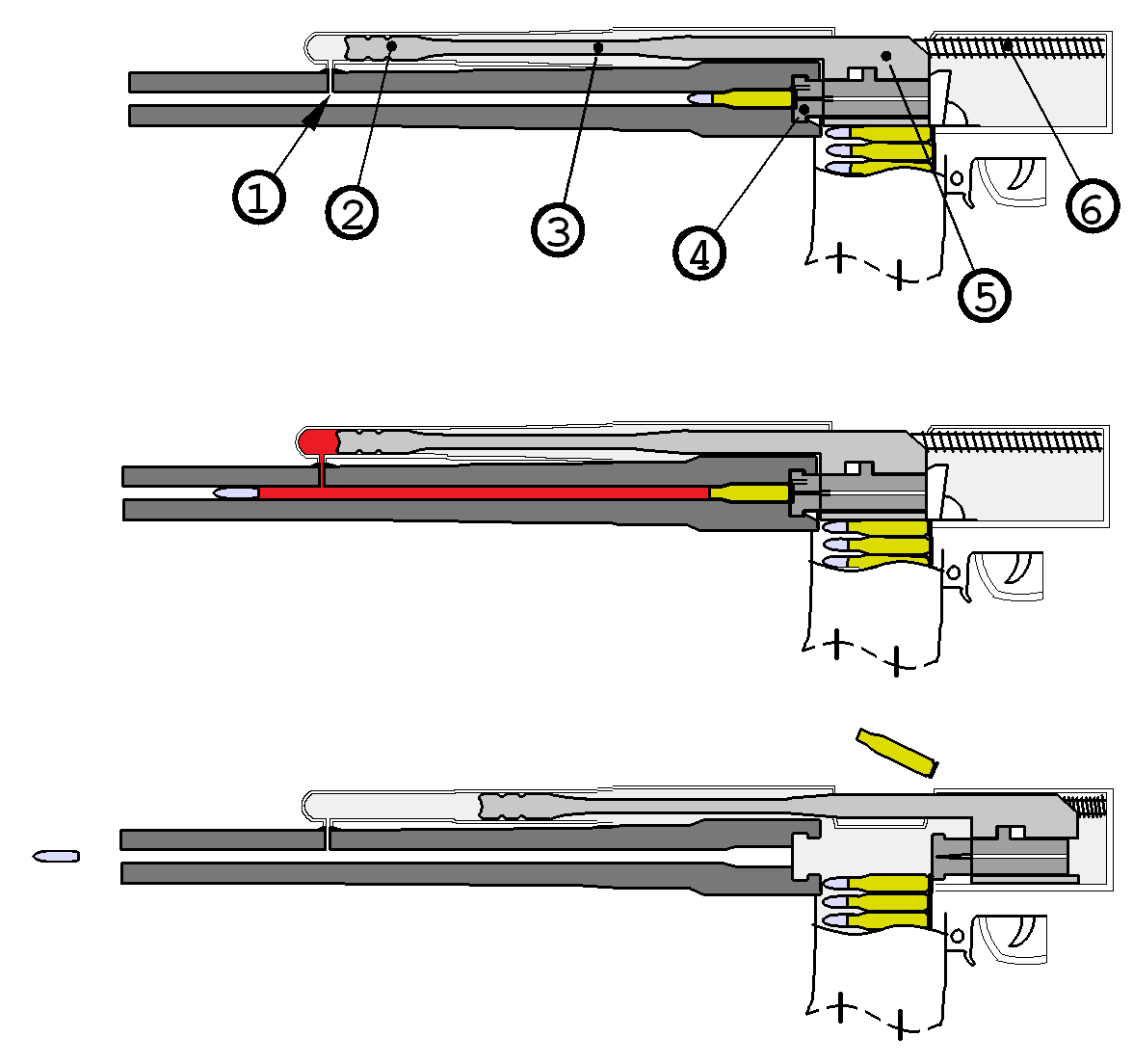
Réarmement par emprunt de gaz d'un AK-47. 1) évent de gaz, 2) piston, 3) tige, 4) culasse, 5) chariot de culasse, 6) ressort

L'emprunt de gaz est un système de réarmement des armes à feu automatiques et semi-automatiques, dans lequel une partie du gaz sous pression généré par le tir de la cartouche est utilisé pour permettre l'éjection de l'étui et le chargement d'une nouvelle cartouche dans la chambre.
Dès que le projectile dépasse l'évent usiné dans le canon, les gaz sous pression s'y introduisent et viennent pousser un piston qui par son recul provoque le déverrouillage et le mouvement des pièces mobiles : le piston, poussé par les gaz fait reculer la culasse, éjectant l'étui utilisé. Le ressort replace le piston, accompagnant la culasse, qui met en position dans le canon la munition suivante lors de ce mouvement de replacement.

### Armes de poing
- Le pistolet semi-automatique Desert Eagle

### Armes longues
De nombreuses armes longues fonctionnent sur ce principe, dont :
- Le fusil d'assaut AK-47 (Kalachnikov)
- Le fusil de précision Dragunov
- La mitrailleuse légère Vektor SS-77
- Les fusils d'assaut HK 416 et HK417
- Les fusils d'assaut FN SCAR
- Le fusil d'assaut AR-18
- Le fusil d'assaut HK G36
- Le fusil d'assaut Kel-Tec RDB

A noter que le gamme d'armes suivante possède un système différent d'emprunt des gaz, cette gamme est munie non pas d'un piston mais d'un tube amenant les gaz jusqu'au niveau de la glissière 
- Les fusils d'assaut AR-15, M4, M16, AR-10